# Nature Biotechnology
Nature Biotechnology — научный журнал, издаваемый Nature Publishing Group с 1983 года, посвящённый научным и прикладным исследованиям в области биотехнологии. До 1996 года носил название Nature Bio/technology.
В 2012 году журнал обладал импакт-фактором 32,438.

## О журнале
Журнал публикует статьи, посвящённые последним достижениям в области биотехнологий. Основные направления исследований, представленные в журнале, включают в себя:
- Молекулярная инженерия нуклеиновых кислот и белков
- Молекулярная терапия
- Крупномасштабная биология (геномика, протеомика, метаболомика и т. д.)
- Компьютерная биология (алгоритмы и моделирование)
- Регенеративная медицина (стволовые клетки, инженерия тканей, биоматериалы)
- Технологии получения изображений живых объектов
- Аналитические биотехнологии (сенсоры и детекторы для макромолекул)
- Прикладная иммунология (инженерия антител, ксенотрансплантация, T-клеточная терапия)
- Пищевые и сельскохозяйственные биотехнологии
- Биотехнологии окружающей среды